# Левитан, Михаил Аркадьевич
Михаи́л Арка́дьевич Левита́н (род. 27 сентября 1946) — российский учёный-океанолог, доктор геолого-минералогических наук, лауреат премии им. О. Ю. Шмидта РАН (2010).

## Биография
Родился в 1946 г. в Берлине (Германия) в семье офицера Советской Армии.
Выпускник кафедры динамической геологии МГУ им. М. В. Ломоносова по специальности «геологическая съемка и поиски месторождений полезных ископаемых» (1969).
После службы в армии окончил аспирантуру Института океанологии им. П. П. Ширшова АН СССР (1974) и работал в этом институте до 2002 г. В 1975 г. защитил кандидатскую диссертацию, в 1990 г.- докторскую.
С 2002 г. заведующий лабораторией геохимии и литологии осадков Мирового океана, с 2006 — лабораторией геохимии осадочных процессов ГЕОХИ РАН.
Научные интересы:
- фациальный анализ морского и океанического осадконакопления;
- четвертичная морская геология;
- история морской и океанической седиментации в мезозое-кайнозое и эволюция главных седиментационных процессов: терригенных, биогенных, вулканогенно-осадочных;
- палеоокеанология и палеоклиматология;
- диагенетические преобразования океанических осадков.

Участник 26 экспедиций, в том числе 10 арктических и 3 антарктических.
Автор более 200 работ, в том числе 19 книг.
Лауреат премии им. О. Ю. Шмидта РАН (2010) — За монографии «Очерки истории седиментации в Северном Ледовитом океане и морях Субарктики в течение последних 130 тыс. лет» и «Sedimentation History in the Arctic Ocean and Subarctic Seas for the Last 130 kyr». Награждён медалью «300 лет Российскому Флоту» (1996).
Публикации:
- Лисицын А. П., Левитан М. А. и др. Геологическая история океана. М.: Наука, 1980. 464 с.
- Левитан М. А. Палеоокеанология Индийского океана в мелунеогене. М.: Наука. 1992. 244с.
- Левитан М. А., Лаврушин Ю. А., Штайн Р. Очерки истории седиментации в Северном Ледовитом океане и морях Субарктики в течение последних 130 тыс. лет. М.: ГЕОС, 2007. 404 с.
- Levitan M.A., Yu.A. Lavrushin Yu.A. Sedimentation history in the Arctic Ocean and Subarctic seas for the last 130 kyr. Berlin-Heidelberg: Springer,2009. 387 p.